# Risør
Risør è un comune e una città della contea di Agder, in Norvegia. Ha ricevuto lo status di città nel 1630. Conosciuta come Den hvite by ved Skagerrak (La città bianca sullo Skagerrak) è tra le città in legno meglio conservate d'Europa.

## Geografia fisica
Risør è situata nella parte meridionale del paese, affacciata sullo Skagerrak, un tratto di Mare del Nord tra Danimarca, Norvegia e Svezia.

## Storia
Risør è una delle città più antiche del sud della Norvegia. La città si sviluppò tra il XV e il XVI secolo grazie al commercio con i Paesi Bassi. Quando venne fondata Kristiansand agli abitati di Risør venne ordinato di trasferirsi nella nuova città ma nessuno lo fece mai. Nel corso del XIX secolo si svilupparono molti cantieri navali ma con l'avvento dei battelli a vapore l'industria dei velieri subì una forte frenata. Nel 1861, proprio nel mezzo dell'era d'oro di Risør, un incendio bruciò gran parte della città che venne però ricostruita in seguito.
Nel 1999, in città viene inaugurato l'Acquario di Risør.